# 마이클 데루카
마이클 더루카(Michael De Luca, 1965년 8월 13일 ~ )는 미국의 영화 제작자이다. 각본가 출신으로, 아카데미 작품상 후보작 《소셜 네트워크》(2010), 《머니볼》(2011), 《캡틴 필립스》(2013), 골든 라즈베리상 최악의 작품상 수상작 《그레이의 50가지 그림자》(2015)를 제작했다. 이외에 알려진 작품으로는 《고스트 라이더》(2007), 《드라큘라: 전설의 시작》(2014), 《인페르노》(2016) 등이 있다.

## 제작 작품

### 영화
| 연도 | 제목                       | 원제                             | 감독                        | 비고                               |
| ---- | -------------------------- | -------------------------------- | --------------------------- | ---------------------------------- |
| 2005 | 자투라: 스페이스 어드벤쳐  | Zathura                          | 존 패브로                   |                                    |
| 2007 | 고스트 라이더              | Ghost Rider                      | 마크 스티븐 존슨            |                                    |
| 2008 | 21                         | 21                               | 로버트 루케틱               |                                    |
| 2009 | 브라더스                   | Brothers                         | 짐 셰리던                   |                                    |
| 2010 | 소셜 네트워크              | The Social Network               | 데이비드 핀처               | 아카데미 작품상 후보               |
| 2011 | 드라이브 앵그리 3D         | Drive Angry                      | 패트릭 루시에이             |                                    |
| 2011 | 프리스트                   | Priest                           | 스콧 스튜어트               |                                    |
| 2011 | 프라이트 나이트            | Fright Night                     | 크레이그 길레스피           |                                    |
| 2011 | 버터 러버                  | Butter                           | 짐 필드 스미스              |                                    |
| 2011 | 머니볼                     | Moneyball                        | 베넷 밀러                   | 아카데미 작품상 후보               |
| 2011 | 더 시터                    | The Sitter                       | 데이비드 고든 그린          |                                    |
| 2012 | 고스트 라이더: 복수의 화신 | Ghost Rider: Spirit of Vengeance | 마크 네벌딘/브라이언 테일러 |                                    |
| 2013 | 캡틴 필립스                | Captain Phillips                 | 폴 그린그래스               | 아카데미 작품상 후보               |
| 2014 | 드라큘라: 전설의 시작      | Dracula Untold                   | 게리 쇼어                   |                                    |
| 2015 | 그레이의 50가지 그림자     | Fifty Shades of Grey             | 샘 테일러존슨               | 골든 라즈베리상 최악의 영화상 수상 |
| 2016 | 인페르노                   | Inferno                          | 론 하워드                   |                                    |
| 2017 | 50가지 그림자: 심연        | Fifty Shades Darker              | 제임스 폴리                 |                                    |
| 2018 | 50가지 그림자: 해방        | Fifty Shades Freed               | 제임스 폴리                 |                                    |
| 2018 | 언더 더 실버레이크         | Under the Silver Lake            | 데이비드 로버트 미첼        |                                    |
| 2018 | 시스터스 브라더스          | The Sisters Brothers             | 자크 오디아르               |                                    |
| 2019 | 더 키친                    | The Kitchen                      | 앤드리아 벌로프             |                                    |
| 2021 | 레미니센스                 | Reminiscence                     | 리사 조이                   |                                    |
| 2024 | 리키 스태니키              | Ricky Stanicky                   | 피터 패럴리                 |                                    |